# José Luis Garci
José Luis García Muñoz (Madrid, 20 de enero de 1944), conocido como José Luis Garci, es un director de cine, productor, guionista, crítico, presentador de televisión y autor literario español.
En 1983 ganó el primer Óscar para una producción española en la categoría de  mejor película de habla no inglesa por Volver a empezar. Ha sido nominado para esta misma distinción otras tres veces, más que ningún otro director de cine español, por las películas Sesión continua (1984), Asignatura aprobada (1987) y El abuelo (1998).
Es miembro de la Academia de Artes y Ciencias Cinematográficas de Hollywood.
Divulgador del cine clásico en televisión, desde 1995 a 2024, al frente de programas como ¡Qué grande es el cine!, Cine en blanco y negro, Querer de cine y Classics. Y  también colaborando en radio, con Cowboys de medianoche (2001-actualidad).

## Biografía

### Primeros años
José Luis Garci nace en Madrid en 1944, en el seno de una familia de ascendencia asturiana. Su descubrimiento del cine se produce a los cinco años, cuando acompaña a su madre a recoger el bolso que se había dejado olvidado en una sala de cine, lo que le da la oportunidad de ver los primeros minutos de la película Lo que el viento se llevó, que dejan una gran huella en él. A partir de ese momento, las películas ocuparán una parte importante de su vida, convirtiéndose en un asiduo de las sesiones dobles, donde se sumerge en lo que él llama una «vida de repuesto». Su pasión por el cine lo va convirtiendo a medida que crece en un auténtico experto en la materia, capaz de argumentar y debatir sobre sus directores favoritos, aunque también muestra interés por la música y la literatura, destacando en estos momentos su interés por la novela negra, entre ellos a autores como Dashiell Hammett, al que conoce a través de la colección la Biblioteca Oro de la Editorial Molino, Raymond Chandler y James M. Cain; todos ellos  acabarán teniendo una gran influencia en algunas de sus películas.
Cuando acaba los estudios de bachillerato y el preuniversitario (en el instituto Cervantes, de Madrid), Garci consigue su primer trabajo gracias a los contactos de su padre, entrando a trabajar como auxiliar administrativo en el Banco Ibérico, entidad en la que se mantendrá hasta los 26 años. Con unos ingresos estables y un trabajo que le deja tiempo libre, el joven aprovecha para escribir y asistir a los principales festivales cinematográficos del momento.

### Carrera profesional

#### Guionista y cortometrajes (1963-1976)
Garci comienza a publicar sus primeros artículos sobre cine en 1963 en las páginas de diversas revistas, como Signo, Cinestudio, SP y Reseña, aunque él mismo reconoce que en muchos casos estos primeros textos no son más que traducciones de artículos franceses. No obstante, sus propios escritos muestran ya cierta calidad, como demuestra el hecho de que sus relatos ganen el premio Puerta de Oro y el premio «a la mejor labor literaria» del Círculo de Escritores Cinematográficos.
Animado por Antonio Mercero y José María González-Sinde Garci comienza a escribir como guionista en 1969, a los 25 años. En esa misma fecha escribe el guion de El cronicón de Antonio Giménez Rico y dos años después realiza el de La casa de las chivas de León Klimovsky, aunque su primer gran éxito llega en 1972 cuando realiza junto a Mercero el guion del mediometraje La cabina, que resulta galardonado con un premio Emmy. Este premio supone un importante aval que le abre la puerta a trabajar para el productor José Luis Dibildos, para el que escribe en 1973 los guiones de No es bueno que el hombre esté solo de Pedro Olea y Una gota de sangre para morir amando de Eloy de la Iglesia, seguidas al año siguiente de Los nuevos españoles y Vida conyugal sana de Roberto Bodegas; estas dos últimas cintas van a ser impulsoras del cine de la «Tercera vía» caracterizado por ser un cine que, sin perder su carácter comercial, quiere tener calidad y mostrar la realidad social española. Además de escribir los guiones, Garci también ayuda con diversos aspectos de la producción, siendo una experiencia muy importante de cara a su futuro como director: «En esos tres años aprendí más que si hubiera ido a la escuela de cine».
En 1975, su amigo González-Sinde le anima a que también dirija. Garci se inicia con dos documentales, ¡Al fútbol! y Mi Marilyn; el primero es muy mal recibido por parte del Ministerio de Cultura de España, pero el segundo le hace merecedor de un premio del Círculo de Escritores Cinematográficos. Este éxito le anima a crear en 1976 su primer cortometraje, Tiempo de gente acobardada, que aunque pasa sin pena ni gloria le va a servir de inspiración para la que será su primera película.
Durante estos años, de forma paralela a su carrera cinematográfica, Garci escribe y publica relatos de ciencia ficción en diversas revistas, como Drácula. También publica varios ensayos, entre ellos Ray Bradbury, humanista del futuro, Adam Blake y un monográfico sobre el cine de ciencia ficción en la Enciclopedia Buru-Lan; estos trabajos le hacen ganar premios tales como el Nueva Dimensión o el González-Ruano de Periodismo.

#### Primera etapa como director (1977-1993)
En 1977 José Luis Garci escribe, junto a González-Sinde, su primer largometraje, Asignatura pendiente, pero no consiguen que ninguna productora se interese por la película. Para poder sacar adelante el proyecto, el director de cine José Luis Tafur acepta adoptar el papel de productor, pero su capital es escaso, por lo que en lugar de cobrar por su trabajo, tanto Garci como Sinde y el equipo de actores deciden trabajar como una cooperativa, repartiendo los beneficios en caso de que los haya, lo que demuestra la confianza que existe en el talento del director. La obra, que refleja la lucha sindical en los últimos momentos del franquismo al mismo tiempo que reflexiona sobre el paso del tiempo y la imposibilidad de recuperar las experiencias nunca vividas, conectando muy bien con los anhelos y experiencias del público, lo que convierte la película en un gran éxito que arroja importantes beneficios.
Un año después, en 1978, estrenó Solos en la madrugada con los mismos protagonistas, donde narraba la vida de un locutor de radio nocturno.. Una especie de «trilogía de la transición» finalizó con Las verdes praderas con María Casanova y Alfredo Landa, que narra la historia de un matrimonio que pasaba sus fines de semana en un chalé a las afueras de Madrid para aislarse del ruido de la ciudad, con la que pretendió mostrar a la nueva clase acomodada que por la rutina acaba perdiendo calidad de vida, aunque parezca que vayan progresando.
En 1980 escribe, produce y actúa en la película Viva la clase media que dirigió José María González-Sinde, que había sido el productor de sus largos, en donde se contaba la actividad de una célula comunista que actuaba en la España en los últimos años de la dictadura franquista. Garci interpretó a Antonio, el más radical del grupo. En ese mismo año realizó el cortometraje documental Alfonso Sánchez sobre el crítico homónimo a quien calificó como un maestro.
Tras fundar en 1980 junto a José Esteban Alenda la productora Nickelodeón, separándose de González Sinde. comienza la producción de El crack que se estrenaría un año después. La película era una traslación a la España de ese momento del cine negro clásico. También al mundo de Dashiell Hammett, cuyo nombre colocó al inicio de la película como homenaje. Al año siguiente estrenó Volver a empezar, una reflexión sobre el exilio y el tiempo perdido, donde rueda por primera vez en el Gijón de su padre y su infancia y otros lugares de Asturias, que resultó un fracaso comercial y crítico en su estreno. Un año después se convirtió en la primera película española galardonada con el Óscar de Hollywood a la mejor película de habla no inglesa  volviendo a las salas y gozando del respaldo del público. En 1983 estrena El crack II, un encargo que hubo de aceptar debido al mal recibimiento primario de su anterior film, cuyo homenaje esta vez iría dirigido a Raymond Chandler,
Tras el éxito de su oscarizada película, su cine nostálgico se vuelve sobre sí mismo con Sesión continua en 1984;  dedicada a todos los grandes del cine clásico y que, a pesar de no funcionar en taquilla, fue candidata al Óscar a la mejor película de habla no inglesa.  Garci anuncia entonces su retirada del cine debido a sus discrepancias con el entonces director de TVE José María Calviño y su política de subvenciones. Tres años después vuelve para estrenar Asignatura aprobada con la que Garci consigue el Goya de la Academia española al mejor director en la segunda edición de los premios.  La película es de nuevo nominada al premio Oscar. En 1988 comienza la producción de su primera incursión en la televisión como realizador con la serie Historias del otro lado que comenzó a emitirse en 1991 su primera temporada. Uno de los episodios, Mnemos que dirigió el propio Garci fue presentado a los premios Emmy y que se emitió en 1988, pero no consiguió el galardón.

#### Segunda etapa como director (1994-2012)
Tras su experiencia en TV, comenzó su nueva etapa con una trilogía de melodramas. Esta trilogía comenzó 1992 cuando se le ocurre la idea de adaptar la obra de teatro Canción de cuna de Gregorio Martínez Sierra con la película homónima que estrenó en 1994, 7 años después de su anterior película, con la que inicia su segundo período marcado por las adaptaciones. La película fue bien recibida tanto por el público como por la crítica, y con los años Garci la valoró como la mejor que ha hecho. Tres años después estrenó una adaptación de la obra de teatro La herida luminosa y, en 1998, en colaboración con TVE, realizó una nueva trasposición de la novela El abuelo de Benito Pérez Galdós. Con esta última tuvo problemas debido a que fue presentada a los premios Oscar como representante española y se le acusó de compra de votos por Pedro Costa de cara a los premios Goya, ya que, al parecer, se habían enviado cartas anónimas donde se decía: «los mensajeros de José Luis Garci le anunciamos nuestra próxima visita, en la que recogeremos una vez más las papeletas y les desearemos personalmente un feliz año nuevo». Posteriormente se demostró la inocencia del director, pero se enfadó porque mandaron su rectificación tras los premios Goya y decidió abandonar la Academia de las Artes y las Ciencias Cinematográficas de España. En vano también intentó adaptar las obras La malquerida, San Juan y Hoy es fiesta, que no pudieron salir adelante por motivos económicos.
En 1995 comenzó la emisión de su programa de cine ¡Qué grande es el cine! de TVE que comenzaba con la sintonía de Moon River de Henry Mancini, posteriormente se hacía una presentación de los invitados que había en el programa y, tras la emisión de la película, realizaba una tertulia con otros críticos sobre la película que se había emitido dicho día. También tuvo brevemente ¡Qué grande es el cine español! pero, debido a sus bajas audiencias duró poco tiempo. También realizó por estos años su tetralogía literaria formada por Morir de cine, Beber de cine, Latir de cine y Querer de cine.
Comienza con la revista trimestral Nickel Odeon creada con el equipo de su programa de cine que llevaba haciendo desde que lo vio en Hollywood, pero el déficit económico que sufrió la revista hizo que desapareciese. En 2000 inicia su díptico sobre el ficticio pueblo asturiano de Cerralbos del Sella. Estas dos películas serían dos dramas intimistas, la primera sería You're the One (una historia de entonces) (rodada en blanco y negro) y la segunda, Historia de un beso. También intentó realizar una tercera parte titulada Al otro lado del río que no salió adelante.
En 2004 rueda la película coral Tiovivo c. 1950, en donde quiso mostrar sus vivencias en el banco de la familia Fierro. Le siguió la adaptación de dos novelas cómicas de Miguel Mihura (Ninette y un señor de Murcia y Ninette, modas de París) titulada Ninette, sobre una joven y sexy parisina de Galerías Lafayette interpretada por Elsa Pataky. El siguiente filme, en 2007, fue Luz de domingo, un drama sobre la violación de una joven interpretada por Paula Echevarría como demostración de poder en donde muestra una crítica al caciquismo, que recuerda a un western. La producción Sangre de mayo es una adaptación libre de los Episodios nacionales de Benito Pérez Galdós La corte de Carlos IV y El 19 de marzo y el 2 de mayo, filmada con financiación de la Comunidad de Madrid a petición de su presidenta, Esperanza Aguirre, con motivo de la conmemoración del segundo centenario del levantamiento del 2 de mayo. Dicha película fue costosa pero tuvo poca rentabilidad en taquilla.
En 2009 Garci estrenó el programa Cine en blanco y negro de estructura similar a ¡Qué grande es el cine! en Telemadrid, aunque como sintonía usó la de la película El tercer hombre de Anton Karas, al igual que comenzó en la emisora esRadio la segunda etapa del programa Cowboys de medianoche junto a Luis Herrero y a Eduardo Torres-Dulce.
Tras el fracaso económico de Sangre de mayo no consiguió sacar adelante sus proyectos de El crack 3, Los últimos del Filipinas sobre el sitio de Baler, o las adaptaciones en 3D de La Regenta y Tigre Juan. Sin embargo sí conseguiría comenzar a rodar el 7 de noviembre de 2011 la película Holmes. Madrid Suite 1890 (título de rodaje que cambiaría para su estreno) protagonizada por Gary Piquer y José Luis García Pérez. Estrenada en septiembre de 2012, fue investigada posteriormente por falseamiento de sus cifras de taquilla para obtener subvenciones. Tras ella anuncia su retirada del cine.

«Nunca se puede decir pero no creo que vaya a hacer ninguna película más. No tengo la edad ni el vigor ni la fuerza de un chaval de 30 años. Es ley de vida»
José Luis Garci.

### Últimos años

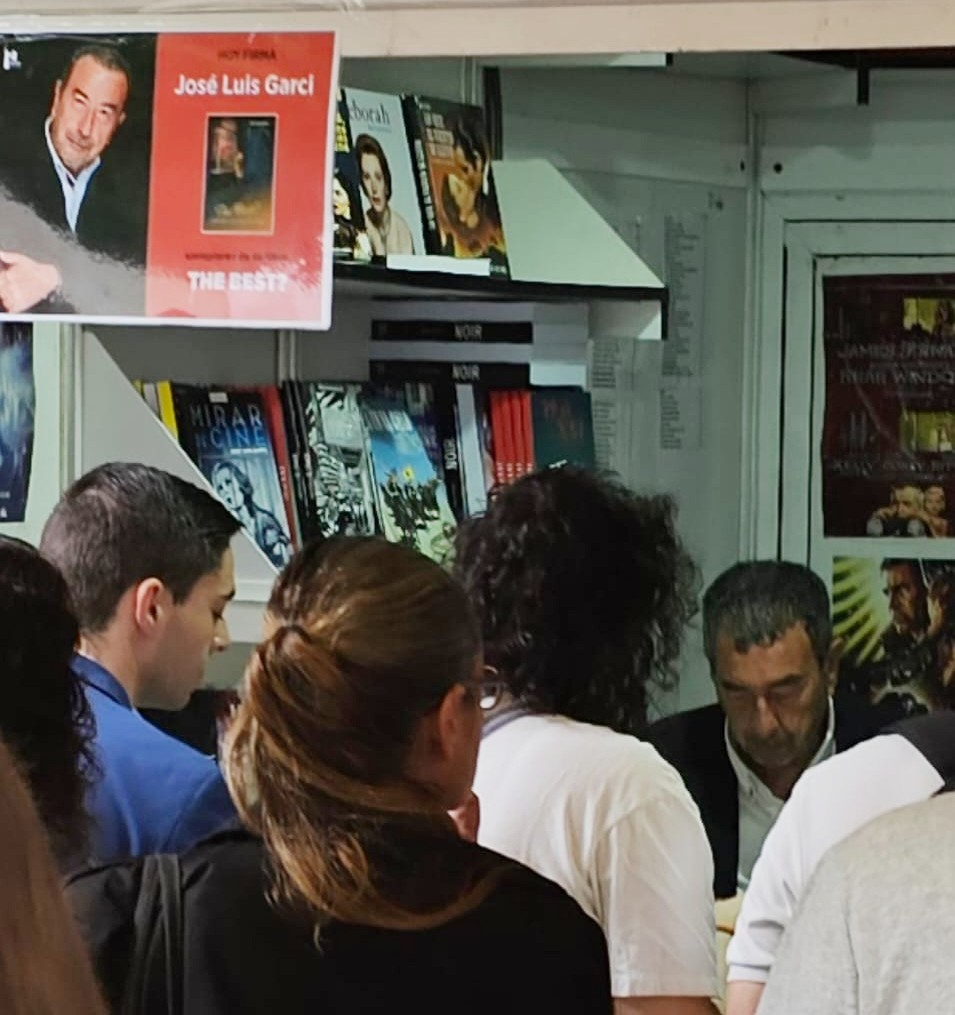
José Luis Garci firmando en la Feria del Libro de Madrid en 2024

Tras dar por finalizada su carrera cinematográfica, Garci publica en 2013 su libro Noir sobre cine negro.
De 2009 a 2011 se emitió en Telemadrid un programa con un formato similar al programa ¡Qué grande es el cine!, también dirigido y presentado por Garci, titulado Cine en blanco y negro. Tras su finalización, entre 2012 y 2014 y también en la televisión pública autonómica madrileña, se puso en marcha el programa Querer de cine que también proyectaba películas en color. Este programa se emitió también en otras autonomías que no tienen segundo idioma oficial, a través de los correspondientes canales pertenecientes a la FORTA.
En 2016 debutó como director de teatro con Arte Nuevo (Un homenaje), donde adaptó las obras Cargamento de sueños, de Alfonso Sastre, y El hermano, de Medardo Fraile.
En 2019 regresó al cine con la grabación de la precuela de El crack, El crack cero, en la que Carlos Santos reencarnó a Germán Areta, el detective privado que interpretó el difunto Alfredo Landa en las dos anteriores películas. De esta manera, la saga se convirtió en trilogía.
Actualmente colabora en diversos programas de radio de COPE y en Cowboys de medianoche, de esRadio. 
En noviembre de 2021 estrenó en Trece un nuevo programa de cine llamado Classics que se mantiene en emisión hasta junio de 2024. 
En 2023, con motivo del 40.º aniversario del Oscar a Volver a empezar, se organizó en el centro cultural Conde Duque la retrospectiva Garcine, con una exposición con objetos personales del director.
El 14 de diciembre de 2024 en la XXX gala de los Premios Forqué recibió la Medalla de Oro concedida por Egeda, en reconocimiento a su destacada trayectoria en el cine español. A sus 80 años, José Luis Garci, quien es director, guionista, escritor, divulgador y productor, fue reconocido como una figura destacada en la historia del cine nacional.

### Vida privada
José Luis Garci mantuvo durante mucho tiempo una relación sentimental con Ana Rosa Quintana. En 1998 inició una relación con Cayetana Guillén Cuervo, a la que conoció durante el rodaje de El abuelo. Desde el 10 de junio de 2004 está casado con la actriz uruguaya nacionalizada argentina Andrea Tenuta.
José Luis Garci ha sido fumador, consumiendo una media de 15 cigarrillos diarios, aunque tenía fama de fumar más debido al gran uso que hacía del cigarro en sus programas de televisión, siendo la última persona que apareció fumando en directo en TVE. A nivel político no es seguidor de ningún partido y se declara independiente y dice que nunca ha servido para tener opiniones de grupo, de partido.
Aficionado al fútbol, es seguidor del Atlético de Madrid y del Real Sporting de Gijón, del que fue directivo durante más de tres años.

## Estilo
José Luis Garci no tiene ordenador, sino que escribe todos sus guiones a mano o en una máquina de escribir de la marca Olympia. Los guiones los ha escrito siempre en colaboración de otros guionistas. Sus tres primeras películas las realiza junto a José María González-Sinde, miembro del Partido Comunista de España que les transmite una serie de matices sociales y políticos que las hacen casar muy bien con el momento político que vive España en aquella época, la Transición española. La mayoría de su producción posterior va a realizarla junto a Horacio Valcárcel, comenzando con El crack y alargándose hasta Sangre de mayo, a excepción de Volver a empezar, que escribe junto a Ángel Llorente. En sus dos últimas películas, Holmes & Watson. Madrid Days (2012) y El crack cero (2019) colabora con Eduardo Torres-Dulce y Javier Muñoz, respectivamente. A la hora de redactar un guion en colaboración, Garci puede basarse en una idea propia o en la del otro guionista, retroalimentándose mutuamente con ideas, personajes y escenas hasta llegar al resultado final.
Pese a la importancia que han tenido sus películas tanto a nivel de contenido como de forma, Garci no considera que estas contengan un mensaje consciente: «Trato de contar una historia y que la gente se lo pase bien», de igual modo que tampoco cree que hagan falta unos conocimientos especiales para ser un buen director, señalando que para serlo tanto es necesario «tener sentido de la mirada, de lo que quieres sacar». A la hora de elegir a los actores no realiza ningún casting y suele rodar como máximo durante seis horas al día, permaneciendo en todo rato de pie: «Nunca me siento en el rodaje, nunca verás una fotografía mía sentado, igual que nunca me he tomado el bocadillo. Porque si te sientas no te levantas». En su filmografía destaca su preferencia por el plano y la secuencia.
Su cine suele dividirse en dos etapas, una que va desde Asignatura pendiente (1977) hasta Asignatura aprobada (1987), otra que se inicia con Canción de cuna (1994) y se extiende hasta El crack cero (2019). En su primera etapa, Garci sitúa la acción en el presente o en un pasado inmediato, mostrando a lo largo de la cinta los cambios sociales y políticos que se producen en ese momento, mientras que en la segunda etapa se centra en mostrar el pasado en un intento de comprender el presente.

## Valoración
En 1992 fue galardonado con el Premio Nacional de Cinematografía y en 1997 con la Medalla de Oro al Mérito de las Bellas Artes. También goza de 4 calles con su nombre en España. al igual que tiene una estrella en el paseo de la fama de Madrid. El público valora su carrera cinematográfica de manera mixta.
Garci afirmó que nunca había hecho una buena película, ya que cuando se encuentra haciéndola no sabe cuál es el resultado final, y, al observarla tiempo después con detenimiento, observa los numerosos fallos que tiene. Para el director sus mejores obras son su cortometraje Alfonso Sánchez y el largometraje Volver a empezar. También afirma que la única parte de todas ellas que le gusta es la conversación entre el personaje que interpreta Antonio Ferrandis y el interpretado por José Bódalo, pero afirma que no la puede ver porque se entristece al haber fallecido ambos actores, ya que habían sido grandes amigos y compañeros en clases de interpretación.
El filósofo Agapito Maestre estudió minuciosamente una parte importante de la filmografía de José Luis Garci en el libro Del sentimiento (Notorious Ediciones, ISBN 9788415606123).

## Filmografía
- Asignatura pendiente (1977)
- Solos en la madrugada (1978)
- Las verdes praderas (1979)
- El crack (1981)
- Volver a empezar (1982)
- El crack II (1983)
- Sesión continua (1984)
- Asignatura aprobada (1987)
- Canción de cuna (1994)
- La herida luminosa (1997)
- El abuelo (1998)
- You're the One (una historia de entonces) (2000)
- Historia de un beso (2002)
- Tiovivo c. 1950 (2004)
- Ninette (2005)
- Luz de domingo (2007)
- Sangre de mayo (2008)
- Holmes & Watson. Madrid Days (2012)
- El crack cero (2019)

## Televisión y radio
- Historias del otro lado (TVE). 13 episodios. La primera temporada fue emitida en 1991 y la segunda en 1996
- ¡Qué grande es el cine! (La 2 de TVE). Primera etapa (febrero de 1995-enero de 1996)
- ¡Qué grande es el cine español (La 2 de TVE. Enero-julio de 1996
- ¡Qué grande es el cine! (La 2 de TVE). Segunda etapa (septiembre de 1997-diciembre de 2005)
- Cine en blanco y negro (Telemadrid, FORTA). Febrero de 2009-junio de 2012
- Querer de cine (Telemadrid, FORTA). Octubre-diciembre de 2012
- Cowboys de medianoche (COPE, 2001−2009; esRadio, desde 2009)
- Classics (13 TV). Noviembre de 2021- 28 de junio de 2024 [3]

## Premios y candidaturas
Premios Óscar
| Año  | Categoría                 | Película            | Resultado |
| ---- | ------------------------- | ------------------- | --------- |
| 1983 | Mejor película extranjera | Volver a empezar    | Ganador   |
| 1985 | Mejor película extranjera | Sesión continua     | Nominado  |
| 1988 | Mejor película extranjera | Asignatura aprobada | Nominado  |
| 1999 | Mejor película extranjera | El abuelo           | Nominado  |

Premios Goya
| Año  | Categoría            | Película                                  | Resultado |
| ---- | -------------------- | ----------------------------------------- | --------- |
| 1987 | Mejor dirección      | Asignatura aprobada                       | Ganador   |
| 1994 | Mejor película       | Canción de cuna                           | Nominada  |
| 1994 | Mejor dirección      | Canción de cuna                           | Nominado  |
| 1994 | Mejor guion adaptado | Canción de cuna                           | Nominado  |
| 1998 | Mejor película       | El abuelo                                 | Nominada  |
| 1998 | Mejor dirección      | El abuelo                                 | Nominado  |
| 1998 | Mejor guion adaptado | El abuelo                                 | Nominado  |
| 2000 | Mejor película       | You're the One (una historia de entonces) | Nominada  |
| 2000 | Mejor dirección      | You're the One (una historia de entonces) | Nominado  |
| 2000 | Mejor guion original | You're the One (una historia de entonces) | Nominado  |
| 2004 | Mejor película       | Tiovivo c. 1950                           | Nominada  |
| 2005 | Mejor guion adaptado | Ninette                                   | Nominado  |

Medallas del Círculo de Escritores Cinematográficos
| Año  | Categoría                        | Película                                  | Resultado |
| ---- | -------------------------------- | ----------------------------------------- | --------- |
| 1968 | Labor literaria José de la Cueva | Labor literaria José de la Cueva          | Ganador   |
| 1975 | Mejor cortometraje               | Mi Marilyn                                | Ganador   |
| 1981 | Mejor guion                      | El crack                                  | Ganador   |
| 1983 | Premio especial                  | Premio especial                           | Ganador   |
| 1994 | Mejor película                   | Canción de cuna                           | Ganador   |
| 1994 | Mejor director                   | Canción de cuna                           | Ganador   |
| 1998 | Mejor película                   | El abuelo                                 | Ganador   |
| 1998 | Mejor guion adaptado             | El abuelo                                 | Ganador   |
| 2000 | Mejor director                   | You're the One (una historia de entonces) | Ganador   |
| 2004 | Mejor película                   | Tiovivo c. 1950                           | Nominado  |
| 2004 | Mejor director                   | Tiovivo c. 1950                           | Nominado  |
| 2004 | Mejor guion original             | Tiovivo c. 1950                           | Nominado  |
| 2005 | Mejor guion adaptado             | Ninette                                   | Nominado  |
| 2007 | Mejor guion adaptado             | Luz de domingo                            | Ganador   |
| 2008 | Mejor director                   | Sangre de mayo                            | Nominado  |
| 2008 | Mejor guion adaptado             | Sangre de mayo                            | Nominado  |
| 2019 | Mejor director                   | El crack cero                             | Nominado  |

Premios Sant Jordi
| Año  | Categoría               | Película                | Resultado |
| ---- | ----------------------- | ----------------------- | --------- |
| 2023 | Premio a la trayectoria | Premio a la trayectoria | Ganador   |

Otros premios y distinciones
- Junto a Antonio Mercero fue galardonado con un Premio Emmy por el mediometraje La cabina (1972).
- Premio Nacional de Cinematografía (1992).
- Antena de Oro-Cine (2003).
- Estrella en el paseo de la fama de Madrid (2011).
- Premio Ciudad de Alcalá de las Artes y las Letras (2013).
- Premio UIMP a la Cinematografía (2013).
- Premio ABC Cultural & Ámbito Cultural (8 de noviembre de 2013).
- Hijo Adoptivo de Gijón (2017).[75]
- Medalla de Oro de la 30.ª edición de los Premios Forqué (2024). [76][77]